# 冥真小鯉
冥真小鯉（學名：Cyprinella proserpina）為輻鰭魚綱鯉形目雅羅魚科真小鯉屬的其中一種，分布於北美洲美國德克薩斯州魔鬼河、佩科斯河下游、格蘭德河及墨西哥戈拉維拉州聖卡羅河流域，體長可達7.5公分，棲息在岩石底質的小溪及水潭，生活習性不明，可作為觀賞魚。

## 扩展阅读
維基物種上的相關：冥真小鯉